# Blih, Zboriv
Blih (în ucraineană Бліх) este un sat în comuna Mîlne din raionul Zboriv, regiunea Ternopil, Ucraina.

## Demografie
Componența lingvistică a localității Blih
     Ucraineană (99,8%)
     Alte limbi (0,2%)
Conform recensământului din 2001, majoritatea populației localității Blih era vorbitoare de ucraineană (99,8%), existând în minoritate și vorbitori de alte limbi.